# Saoirse-Monica Jackson
Saoirse-Monica Jackson (Londonderry, 24 de novembro de 1993) é uma atriz norte-irlandesa, mais conhecida por interpretar Erin Quinn na sitcom do Channel 4, Derry Girls, entre 2018 e 2022.

## Filmografia

### Cinema
| Ano  | Título          | Papel          | Notas          |
| ---- | --------------- | -------------- | -------------- |
| 2020 | Liverpool Ferry | Sarah          | Curta-metragem |
| 2021 | Finding You     | Emma Callaghan |                |
| 2023 | Coffee Wars     | Roopa          |                |
| 2023 | The Flash       | Patty Spivot   |                |

### Televisão
| Ano       | Título                                                     | Papel                   | Notas                       |
| --------- | ---------------------------------------------------------- | ----------------------- | --------------------------- |
| 2016      | The Five                                                   | Sasha                   | 4 episódios                 |
| 2017      | Broken                                                     | Jovem                   | Episódio: "Father Michael"  |
| 2018      | The Crystal Maze                                           | Ela mesma               | Episódio: "The Derry Girls" |
| 2018–2022 | Derry Girls                                                | Erin Quinn              |                             |
| 2019      | The One Show                                               | Ela mesma               |                             |
| 2019      | Lorraine                                                   | Ela mesma               |                             |
| 2019      | Sunday Brunch                                              | Ela mesma               |                             |
| 2019      | The Big Bang Theory of Everything                          | Ela mesma               | Documentário                |
| 2020      | Unprecedented: Real Time Theatre from a State of Isolation | Mia                     | 1 episódio                  |
| 2020      | Urban Myths                                                | Janet                   | 2 episódios                 |
| 2020      | The Great British Bake Off: Festive Special                | Ela mesma / Concorrente |                             |
| 2020      | Pretty Single                                              | Ela mesma               |                             |
| 2021      | Celebrity Gogglebox                                        | Ela mesma               |                             |
| 2022      | Murder in the Badlands                                     | Narradora               | 4 episódios                 |
| 2022      | Skint                                                      | Tara                    | 1 episódio                  |
| 2023      | The Doll Factory                                           |                         | Pós-produção                |